# Mieczewo
Mieczewo – wieś w Polsce, położona w województwie wielkopolskim, w powiecie poznańskim, w gminie Mosina. 

## Zarys dziejów
Mieczewo jest starą osadą. W średniowieczu należało do rodu Łodziów z Gostynia. W 1294 dla Mieczewa i innych wsi należących do Mirosława Przedpełkowica (Jabłonowo, Jaszkowo, Góra, Bnin, Dąbiec, Rogalin, Krzesiny, Luboniec itd.) wydano przywilej przeniesienia na prawo niemieckie. Już przed końcem XIV w. Mieczewo było siedzibą parafii. Według informacji z 1510, należały do niej Dobiertki, Góra, Czołowo i nieistniejące już Ożyczewo. W 1614 włączono ją do parafii bnińskiej. W 1639 rozebrano kościół w Mieczewie, gdyż groził zawaleniem.
Mieczewo należy do osad folwarcznych, a jego obecna zabudowa powstała w XIX i XX w. Według danych statystycznych, pod koniec XIX w. wieś składała się z 38 gospodarstw, a liczba mieszkańców wynosiła 455 osób. W drugiej połowie XIX w. co najmniej 30 osób pochodzących z tej wsi wyemigrowało do Ameryki, do stanu Michigan.
2 września 1939 koło wsi spadł zestrzelony przez ppor. Włodzimierza Gedymina hitlerowski samolot Dornier Do 17. Gedymin startował z Kobylepola, gdzie funkcjonowało polowe lądowisko 3. poznańskiego dywizjonu myśliwskiego (elementu Armii Poznań) dysponujące samolotami PZL P.11c. 
W latach 1975–1998 miejscowość administracyjnie należała do województwa poznańskiego.
Urodził się tu Franciszek Adamczyk – podoficer Wojska Polskiego II RP, starszy sierżant pilot, strzelec samolotowy, zginął w wypadku lotniczym.

## Zabytki
Na terenie wsi do rejestru zabytków wpisane są następujące domy: ul. Podgórna 2 (2. połowa XIX wieku), ul. Szeroka 9 (1901), 12 (około 1880), 18 (1874), 20 (około 1900), 24 (po połowie XIX wieku), 25 (około 1900, rozbudowany w 1946), 27 (2. połowa XIX wieku), 37 (1904).

## Turystyka
Miejscowość ta jest punktem startowym Drogi Pokoju – jednego z przyrodniczych szlaków pielgrzymkowo-turystycznych Rogalińskie Drogi, utworzonych z okazji 200-lecia kościoła pw. św. Marcelina w Rogalinie. Dla tego szlaku entomolog, Paweł Sienkiewicz, napisał broszurę przyrodniczą pt. „Droga Pokoju – o różnorodności i współistnieniu”.
Przez Mieczewo przebiegają także dwie pętle rowerowe: oraz Droga Pokoju i Radości oraz Droga Łagodności.
Ze względu na ciekawe krajobrazowo położenie (między Kórnikiem a Rogalinem), Mieczewo stanowi dla mieszkańców Poznania atrakcyjne miejsce rekreacji. We wsi znajduje się także klub jeździecki.